# 98 (liczba)
98 (dziewięćdziesiąt osiem) – liczba naturalna następująca po 97 i poprzedzająca 99.

## W matematyce
- 98 jest liczbą nie będącą rozwiązaniem funkcji Eulera (ang. nontotient)[1]
- 98 jest liczbą Wedderburna–Etheringtona[2]
- 98 jest liczbą deficytową[3]
- 98 jest sumą dwóch kwadratów (72 + 72)
- 98 jest sumą kolejnych dziewięciu liczb pierwszych (3 + 5 + 7 + 11 + 13 + 17 + 19 + 23)
- 98 jest palindromem liczbowym, czyli może być czytana w obu kierunkach, w pozycyjnym systemie liczbowym o bazie 5 (343), bazie 6 (242) oraz bazie 13 (77)
- 98 należy do dwóch trójek pitagorejskich (98, 336, 350), (98, 2400, 2402).

## W nauce
- liczba atomowa kalifornu (Cf)
- galaktyka NGC 98
- planetoida (98) Ianthe
- kometa krótkookresowa 98P/Takamizawa

## W kalendarzu
98. dniem w roku jest 8 kwietnia (w latach przestępnych jest to 7 kwietnia). Zobacz też co wydarzyło się w roku 98, oraz w roku 98 p.n.e..

## W miarach i wagach
98,6 stopni w skali Fahrenheita (37oC) jest uważane za prawidłową temperatura ciała człowieka mierzoną w ustach (według badań z 1992 roku, za taką temperaturę powinno być raczej uważane 98.2oF ± 0.9oF ).

## W Biblii
98 lat miał arcykapłan Heli, kiedy zmarł na wieść o przegranej bitwie z Filistynami i utracie Arki Przymierza (1Sm 4,15)